# Grupo Bubinzana
Grupo Bubinzana, también conocido como Grupo Cultural Amazónico Bubinzana, era un conjunto de jóvenes intelectuales que se inspiraban en la vida de la gente de la Amazonia y sus desafíos para crear poesía y cuentos que resaltaban la belleza de la naturaleza y los ríos. Esto tuvo lugar en las décadas de los 60 y 70, época en la que tanto el país como el resto del mundo experimentaron cambios significativos en todos los ámbitos, abarcando lo social, político, económico y cultural.Este periodo marcó el inicio del movimiento literario del oriente peruano.

## Historia
En junio de 1963, nació este grupo en un bar que ya no está en la Plaza 28 de Julio de Iquitos. Se llamaron así en honor a la novela Bubinzana de Arturo Hernández, publicada en 1960, que es el nombre común de la planta Calliandra angustifolia, un arbusto con flores moradas que puede causar alucinaciones, además de ser resistente y poderoso. Al nombrar a su grupo cultural, reivindicaron la importancia de los saberes indígenas amazónicos frente al eurocentrismo que los menospreciaba como supersticiones, reconociendo a uno de los narradores más importantes de la Amazonía.

Lo que los motivó a estudiar el selvismo, las descripciones y el arte figurativo tanto en la literatura como en la pintura, además de adentrarse en temas políticos, en particular en la economía extractiva-mercantil que se desarrollaba en la región a influencia de los bubinzanos se extendió por casi toda la Amazonía, siendo determinante en su contexto.
«El mundo amazónico, por su complejidad y su belleza, te exige un asedio multidimensional, desde varios géneros y disciplinas, incluyendo en mi caso el shamanismo».

Roger Rumrill, 2024
Los miembros del grupo editaban una revista del mismo nombre en honor al autor reconocido como el novelista de la selva peruana. Entre sus fundadores se encuentran el escritor y periodista Roger Rumrrill, y el escritor Jaime Vásquez Izquierdo. Ambos están trabajando juntos para hacer que la Amazonía sea más reconocida y respetada en la sociedad y en la cultura, ya que a menudo es menos valorada que Lima. Hoy en día, la Amazonía ha cambiado mucho desde la época en la que se explotaba el caucho, y esos cambios se pueden ver en la literatura que se escribe sobre la región. 

## Representantes
Jaime Vásquez Izquierdo, Javier Dávila, Róger Rumrrill, Teddy Bendayán y Manuel Túnjar fueron miembros de un grupo variado que incluía poetas, narradores, actores, pintores, escultores, periodistas y otros. De estos, solo los cuatro primeros lograron publicar libros, mientras que Túnjar no publicó ninguno. 

## Postulados
Ellos proponían al hombre amazónico como la figura principal en un gran paisaje, pero el escenario solo era parte de la historia. También se analizaba la vida social y se planteaban preguntas al respecto. Se alejaban de las historias simples y tradicionales, y utilizaban nuevas técnicas literarias. De la misma manera, el hombre ya no era controlado por fuerzas misteriosas de la selva.